# 尼科莱陨石坑
尼科莱陨石坑（Nicolai）是位于月球正面东南高地区一座古老的大撞击坑，约形成于39.2亿-38.5亿年前的酒海纪，其名称取自德国天文学家弗里德里希·伯恩哈德·戈特弗里德·尼柯莱（Friedrich Bernhard Gottfried Nicolai，1793年-1846年），1935年被国际天文学联合会批准接受。

## 描述
该陨坑西侧毗邻马若利科环形山、西北偏西靠近布赫环形山、比兴环形山位于它的西北、北面则坐落着利玛窦环形山，而维勒陨石坑和多佛陨石坑分列于它的东北和东南、它的南面和西南偏西横亘着斯帕兰扎尼陨石坑和巴罗夏斯环形山。该陨坑中心月面坐标为42°28′S 25°52′E / 42.47°S 25.87°E，直径40.5公里，深度约2.42公里。
尼科莱陨石坑外观呈圆形状，外侧壁已被磨损，沿坑壁布满一系列的小撞击坑，其中最突出的是横跨在北侧壁上的一座杯状坑，西南外壁则附靠了卫星坑尼科莱 B。坑壁平均高出周边地形1050米，内部容积约1300公里³。陨坑内侧坡面相对平缓，平坦的坑底已被熔岩覆盖和抹平，表面散布着许多细微的陨坑。
靠近北侧坑底坐落着一座醒目的碗形月坑。

## 卫星陨石坑
按惯例，最靠近尼科莱陨石坑的卫星坑将在月图上以字母标注在它的中心点旁边。
| 尼科莱 | 纬度    | 经度    | 直径    |
| ------ | ------- | ------- | ------- |
| A      | 42.4° S | 23.6° E | 13 公里 |
| B      | 43.2° S | 25.3° E | 13 公里 |
| C      | 44.0° S | 29.0° E | 25 公里 |
| D      | 41.7° S | 25.5° E | 6 公里  |
| E      | 40.6° S | 25.3° E | 13 公里 |
| G      | 42.8° S | 22.4° E | 11 公里 |
| H      | 43.5° S | 26.8° E | 17 公里 |
| J      | 40.5° S | 22.0° E | 8 公里  |
| K      | 42.9° S | 28.2° E | 25 公里 |
| L      | 44.1° S | 25.6° E | 13 公里 |
| M      | 42.4° S | 29.0° E | 11 公里 |
| P      | 43.1° S | 29.7° E | 30 公里 |
| Q      | 42.3° S | 30.1° E | 26 公里 |
| R      | 41.5° S | 25.9° E | 6 公里  |
| Z      | 40.9° S | 21.5° E | 24 公里 |

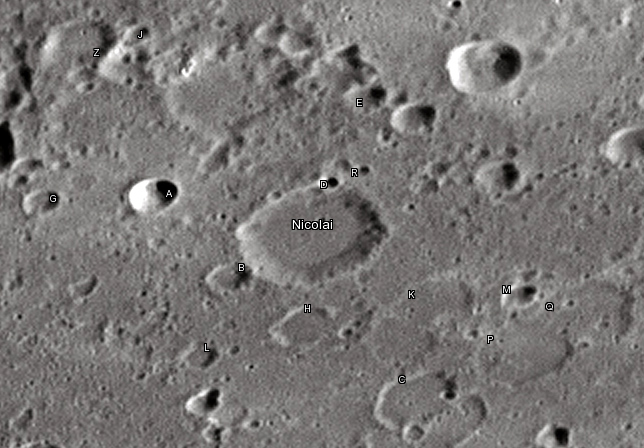
戴维·坎贝尔图片

- 卫星坑尼科莱 E和尼科莱 G已被月球和行星观测协会（ALPO）列入《带有明亮射纹系统的撞击坑列表》[6]。